# 北京プレオリンピック野球日本代表
北京プレオリンピック野球日本代表（ペキンプレオリンピックやきゅうにっぽんだいひょう）は、2007年8月18日から23日まで中国の北京で行われた、2008年北京オリンピックのプレ大会（好運北京）に出場した野球日本代表チームである。

## 概要
2008年の北京オリンピックを前に、主要大会のプレ大会を行う国際大会である今大会に日本が招待されたことを受け、チームが結成された。本番でも用いられる球場で試合が行われるということもあり、全日本野球会議は代表チーム監督に星野仙一を起用、11月のアジア野球選手権兼アジア予選や1年後のオリンピック本大会を見据えたチーム作りが求められたが、プロ野球はペナントレースの最中で社会人野球も都市対抗野球大会開幕直前ということから、プロ野球からはファームの主力選手が招集され、さらには大学生が代表入りした。
予選リーグでは格下と見られていたフランス、チェコ相手に延長戦にもつれ込み、サインミスが頻発するなど急造チームの弱点が露呈したが、最終節の中国戦で快勝し、決勝トーナメントでは2連勝して優勝を果たした。

## 代表メンバー

### 監督・コーチ
- 77 星野仙一（監督）
- 88 田淵幸一（打撃コーチ）
- 80 山本浩二（守備走塁コーチ）
- 72 大野豊（投手コーチ）

### 選手
No.は背番号。所属は選出当時。
| ポジション | No. | 氏名       | 所属                       |
| ---------- | --- | ---------- | -------------------------- |
| 投手       | 11  | 大田原隆太 | 福岡ソフトバンクホークス   |
| 投手       | 13  | 髙橋秀聡   | 福岡ソフトバンクホークス   |
| 投手       | 15  | 村中恭兵   | 東京ヤクルトスワローズ     |
| 投手       | 17  | 大場翔太   | 東洋大学                   |
| 投手       | 18  | 宮西尚生   | 関西学院大学               |
| 投手       | 19  | 久米勇紀   | 明治大学                   |
| 投手       | 20  | 長谷部康平 | 愛知工業大学               |
| 投手       | 21  | 内竜也     | 千葉ロッテマリーンズ       |
| 投手       | 28  | 加藤幹典   | 慶應義塾大学               |
| 投手       | 46  | 植村祐介   | 北海道日本ハムファイターズ |
| 投手       | 49  | 若竹竜士   | 阪神タイガース             |
| 投手       | 90  | 深町亮介   | 読売ジャイアンツ           |
| 捕手       | 3   | 金澤岳     | 千葉ロッテマリーンズ       |
| 捕手       | 6   | 斉藤俊雄   | 横浜ベイスターズ           |
| 内野手     | 56  | 柴田亮輔   | オリックス・バファローズ   |
| 内野手     | 61  | 坂本勇人   | 読売ジャイアンツ           |
| 内野手     | 66  | 前田大和   | 阪神タイガース             |
| 内野手     | 67  | 大塚淳     | 東京ヤクルトスワローズ     |
| 外野手     | 5   | 佐藤吉宏   | 北海道日本ハムファイターズ |
| 外野手     | 9   | 加治前竜一 | 東海大学                   |
| 外野手     | 54  | 吉田圭     | 広島東洋カープ             |
| 外野手     | 55  | 岡田貴弘   | オリックス・バファローズ   |
| 外野手     | 58  | 高橋勇丞   | 阪神タイガース             |
| 外野手     | 60  | 田中大二郎 | 読売ジャイアンツ           |

## 大会戦跡

### 練習試合（参考）
- 第1戦（8月11日、スカイマークスタジアム）

日本代表　2-2　松下電器
- 第2戦（8月12日、スカイマークスタジアム）

日本代表　5-4　三菱重工神戸

### 本大会
- 予選リーグ
  - 第1戦　日本　3x-2　チェコ　（延長11回）
  - 第2戦　日本　4-3　フランス　（延長11回）
  - 第3戦　日本　7-1　中国

（3戦全勝で予選1位通過）
- 決勝トーナメント
  - 準決勝　日本　9-4　フランス
  - 決勝　日本　5-2　中国

（日本は優勝）